# AwardWallet
AwardWallet ist eine Website zum Sammeln von Meilen und Punkten für Vielflieger. Sie gilt als die erste ihrer Art, wurde 2004 gegründet und erfasste per Tracking in 2011 über 400 Websites. AwardWallet hat seinen Sitz in Bethlehem, Pennsylvania. Im Jahr 2021, hatte sie 700.000 Nutzer, obwohl einige Fluggesellschaften den Zugang zum Applet aufgrund von Datenschutzbelangen blockieren.
Im Jahr 2012 war AwardWallet in eine Reihe von Rechtsstreitigkeiten mit mehreren Fluggesellschaften verwickelt, die den Zugriff auf die Tracking Software von AwardWallet auf ihren Websites verweigerten.

## Geschichte
AwardWallet wurde 2004 von Alexi Vereschaga und Todd Mera, zwei ehemaligen Mitarbeitern und Software-Ingenieuren der Aelita Software Corporation, gegründet. Das Unternehmen startete mit Prämienprogrammen die Transaktionen von Vielfliegern erfassten, und erweiterte später sein Dienstleistungsangebot um eine Vielzahl von Kundenbindungsprogrammen AwardWallet fügte um 2020/2011 eine begleitende mobile Anwendung für iOS- und Android-Geräte hinzu.
2021 zählte AwardWallet über 700.000 registrierte Nutzer. Die Software von AwardWallet wurde in den Reise- und Technologierubriken verschiedener Nachrichtenmedien thematisiert und kommentiert, darunter The New York Times, BBC, CNN, Bloomberg, Forbes, Entrepreneur, Vox Los Angeles Times CNBC und The Wall Street Journal.

## Technologie
Die Software von AwardWallet ist mit mehreren APIs in Bezug auf die Reisebranche ausgestattet, darunter die AwardWallet-Email-Parsing-API, die AwardWallet-Web Parsing-API und die AwardWallet-Account Access-API. Die Email-Parsing-API zum Beispiel ruft Reisebuchungen aus Bestätigungs-E-Mails ab. Die Reisebuchungen werden dann von der API analysiert und konvertiert, um die Buchungsdaten in einem strukturierten JSON-Format wiederzugeben. Die AwardWallet Account Access API läuft über das OAuth-Protokoll. Die AwardWallet-Web Parsing-API ruft Kontostand, Nutzerstufe, Ablaufdatum und mehr von Online-Konten ab. Sie ermöglicht auch den Zugriff auf Reiserouten und historische Konto-Aktivitäten. Eine Reihe von Quellen weisen darauf hin, dass die AwardWallet-Software Teil der aufstrebenden API-Economy ist.

## Tracking Kontroverse der Fluggesellschaften
AwardWallet war Teil einer Kontroverse im Zusammenhang mit der Weigerung der Fluggesellschaften, Tracking-Softwareprogramme in ihre API-Systeme zu integrieren. Ende 2012 erhielt AwardWallet (zusammen mit TripIt und MileWise) eine Reihe von Unterlassungserklärungen von American Airlines, Delta, United Airlines und Southwest Airlines, in denen diese AwardWallet aufforderten, den Zugriff auf ihre Websites zum Tracking der Bonusmeilenprogramme ihrer Kunden einzustellen. Im August 2013 nahm American Airlines die Nutzung von AwardWallet durch die Integration der Software in die API des Unternehmens wieder auf.